# バラードのように眠れ
「バラードのように眠れ」（バラードのようにねむれ）は、少年隊の4枚目のシングル。
デビュー・シングル「仮面舞踏会」、サード・シングル「ダイヤモンド・アイズ」に続き、少年隊自身3曲目のオリコンチャート首位を獲得。

## 概要
このシングルより、レコードと合わせてシングルカセットも販売されるようになった。また8センチCDとして、1991年2月10日に再販された。
歌詞の中に『Private phone 4009』という、電話番号を思わせるものがあるため、この番号にイタズラ電話をかける人が多く出た。このためNTTが「この番号にかけても少年隊は出ません」とメッセージを流す事態に至った。
ジャニー喜多川が『ロックよ、静かに流れよ』という言葉が大好きで、そういったタイトルありきで製作された楽曲。当時は、近藤真彦の『ギンギラギンにさりげなく』のように「キャッチーなフレーズを歌のなかに入れよう」というところから始まっているものが多かったそうで、その意向を踏まえた楽曲となった。

## 収録曲
Side A
1. バラードのように眠れ
  - （作詞：松本隆、作曲：筒美京平、編曲：馬飼野康二）
2. バラードのように眠れ(カラオケ) (シングルカセットのみ収録)

Side B
1. 魔法のウィンク
  - （作詞：松本隆、作曲：筒美京平、編曲：馬飼野康二）
2. 魔法のウィンク(カラオケ) (シングルカセットのみ収録)